# Estación Nueva Roma
Nueva Roma es una estación ferroviaria ubicada en el paraje del mismo nombre, Partido de Tornquist, Provincia de Buenos Aires, Argentina.

## Servicios
Es una estación del ramal perteneciente al Ferrocarril General Roca, desde la Estación Nueva Roma hasta la Estación Toay.
No presta servicios de pasajeros. Sus vías están concesionadas a la empresa de cargas Ferroexpreso Pampeano.